# 德魯灣
德魯灣（英語：Drew Cove）是南極洲的海灣，位於威爾克斯地的布德海岸，處於米歇爾半島西部，根據美國海軍拍攝空中照片繪入地圖，現時由南極條約體系管理。